# Zoom (beek)

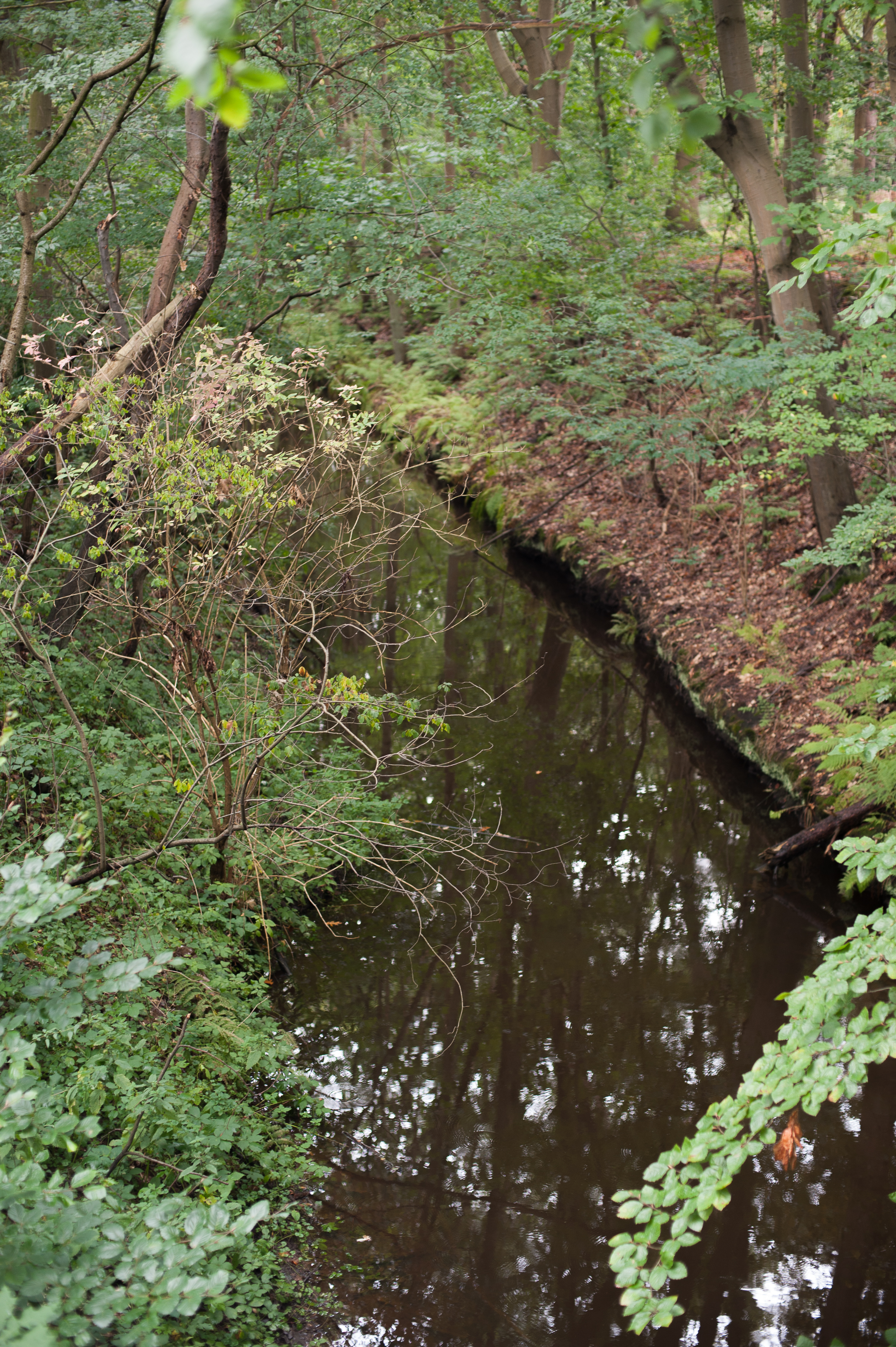
De Zoom

De Zoom is een voormalige turfvaart in de Nederlandse provincie Noord-Brabant, nabij Bergen op Zoom. Tegenwoordig is De Zoom alleen nog van belang voor de waterhuishouding en als ecologische verbindingszone.

## Loop
De Zoom is 13,5 kilometer lang en ontspringt in België als Oude Moervaart aan de noordkant van de Kalmthoutse Heide, in het veengebied De Nol, en stroomt als Spillebeek ten westen van Essen naar de Nederlandse grens. In Nederland stroomt zij als De Zoom langs Wouwse Plantage en mondt uit in de Theodorushaven in Bergen op Zoom. Zijbeken van de Zoom zijn de Zeepe en de Bleekloop. De Bieskensloop is een zijtak van de Zoom, die een deel van het water van het oostelijke deel van de Zoom richting de Rissebeek vervoert.

## Geschiedenis
In de dertiende eeuw was er in Bergen op Zoom een toenemende behoefte aan water voor de opkomende textielnijverheid. Daarvoor werd het noordoostelijk gelegen veengebied "De Meren" afgewaterd door aanleg van de vaart "De Grebbe".
Begin veertiende eeuw werd aansluitend op de Grebbe de Moervaart aangelegd omdat in 1339 een nieuw veengebied ten zuiden van Wouw voor vervening beschikbaar kwam. Met de vervening van nieuwe moergebieden (de moer van abdij Ten Duinen werd in 1354 in gebruik genomen) rond Huijbergen en Nispen werd de vaart in fasen verder uitgebreid. De vaart kwam de stad binnen via de Verloren-cost-poort (later ook de Begijnenpoort of Cronenborchpoort genoemd) en sloot daar aan op de Grebbe.

### Turfvaart
Naar aanleiding van het opnieuw in gebruik nemen van de Poorterenmoer sloot in 1429 de stad Bergen op Zoom een overeenkomst met turfstekers, waarbij het stadsbestuur zorg moest dragen voor een goede werking van de Grebbe en de Moervaart, met name de zich daarin bevindende spuien. Deze dienden om voldoende water in de turfvaarten te houden. Een tekst uit 1448 maakt duidelijk dat de stad alleen geld wilde steken in de goede doorvaart als de turf uitsluitend in de Bergse haven verkocht zou worden.
In 1489 en 1490 werden aan de vaart drie watermolens gebouwd. Het ven De Zeezuiper (in het huidige Zoomland) speelde als houwer een belangrijke rol bij de waterhuishouding van de vaart en de watervoorziening van de molens. In 1515 werden de molens weer afgebroken.
Op 17 september 1529 werd tijdens een overleg van Jan III van Glymes met nijverheidslieden besloten de Moervaart uit te breiden naar Essen onder de belofte dat deze turf zou afnemen. Vijfhonderd mannen werden ingezet voor de werkzaamheden. De loop rondom de stad werd in 1530 verlegd naar de noordelijke gracht (Noordvest) en het havenkanaal waar een anthoofd werd aangelegd. De werkzaamheden aan de vaart duurde tot 1580.

### Waterlinie

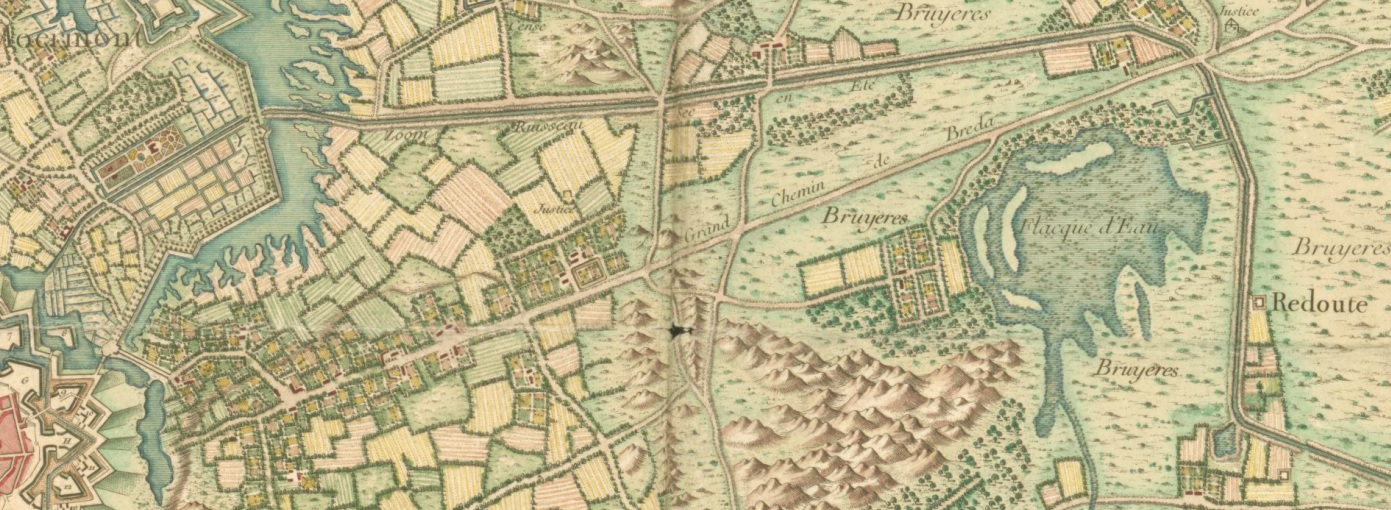
Noordelijke loop van De Zoom in 1787, rechts ven De Zeezuiper aangeduid met "Flacque d'Eau"

In de periode 1583-1610 verviel de functie als turfvaart omdat de vervening stil lag door oorlogshandelingen in de omgeving. De Zoom kreeg vervolgens een belangrijke functie in de West-Brabantse waterlinie (voltooid in 1628). Deze verdedigde de omgeving van Bergen op Zoom door inundatie. De noordelijk gelegen gebieden, waaronder het verveende gebied "Het Laag", lagen onder het zeeniveau en konden onder (zout) water worden gezet door de sluizen bij de Sint Pieters redoute en de Elders redoute te openen. De meer zuidoostelijk (en hoger) gelegen gebieden konden op deze wijze echter niet worden geïnundeerd. Dit werd opgelost door De Moervaart door middel van een inundatiekanaal te verbinden met de Lingewal. De Zoom kwam op deze wijze uit ten oosten van Fort Moermont en werd beschermd door een toren. De aan de vaart gelegen ontgonnen veengebieden en een aantal hooggelegen bedijkte vennen dienden hierbij als waterreservoir. De omgeving kon onder (zoet) water worden gezet door de sluizen in de Moervaart te sluiten.
Vanaf 1840 vervalt deze functie, waarmee de vaart in verval raakt..
In 1862 werd dit verval beschreven in het boek "De bestorming der vesting Bergen op Zoom, op den 8sten maart 1814".
In 1885 vond groot onderhoud aan De Zoom plaats en kreeg hij op een aantal plaatsen een nieuwe loop. Er werden drie stuwen geplaatst voorzien van een enkelvoudige toldeur, waardoor er reservoirs ontstonden met een capaciteit van 100.000 m³ water. Omdat de stuwen uniek zijn in Noord-Brabant werden ze vanaf 2006 gerestaureerd door Waterschap Brabantse Delta. Hiervoor ontving het waterschap in 2010 een prijs van Stichting Historische Sluizen en Stuwen Nederland (HSSN).
Sinds augustus 2014 worden de stuwen door de gemeente Bergen op Zoom aangemerkt als gemeentelijk monument.

## Naamgever Bergen op Zoom?
Eind zeventiende eeuw, begin achttiende eeuw verandert de naam van de Moervaart in De Zoom.
In de loop van de eeuwen werd De Zoom door verschillende auteurs aangemerkt als de naamgever van de stad Bergen op Zoom. Dit in de betekenis van "liggend aan het riviertje de Zoom". Deze opvatting bestond al in de zeventiende eeuw, toen de naam van De Moervaart steeds meer veranderde in De Zoom. Met name na de aanleg van de vestingwerken onder leiding van Menno van Coehoorn tussen 1698 en 1713 werd de gedachte populair dat de stad haar naam zou danken aan een rivier. De Bergse predikant Jacob Baselis de Jonghe bestreed deze opvatting echter in zijn boek "De Belegheringhe van Bergen op ten Zoom" (uit 1603). Als reden voor de spraakverwarring voerde hij aan dat op oude landkaarten van Bergen op Zoom de vaart is aangegeduid als "Zoom Fluvius" (rivier Zoom). Ook op een Engelse landkaart uit 1587, gemaakt door kapitein Morgan Woollphe, werd de vaart "Zome fluvia" genoemd. Jacob Baselius (en latere auteurs) voerde echter het argument aan dat De Zoom een kunstmatig aangelegde vaart was. Daarnaast stond de vaart bekend onder de namen Moervaart en Grebbe. Tegenwoordig wordt de theorie dat een riviertje ten grondslag ligt aan de naam van de stad Bergen op Zoom algemeen verworpen.
.

## Afbeeldingen

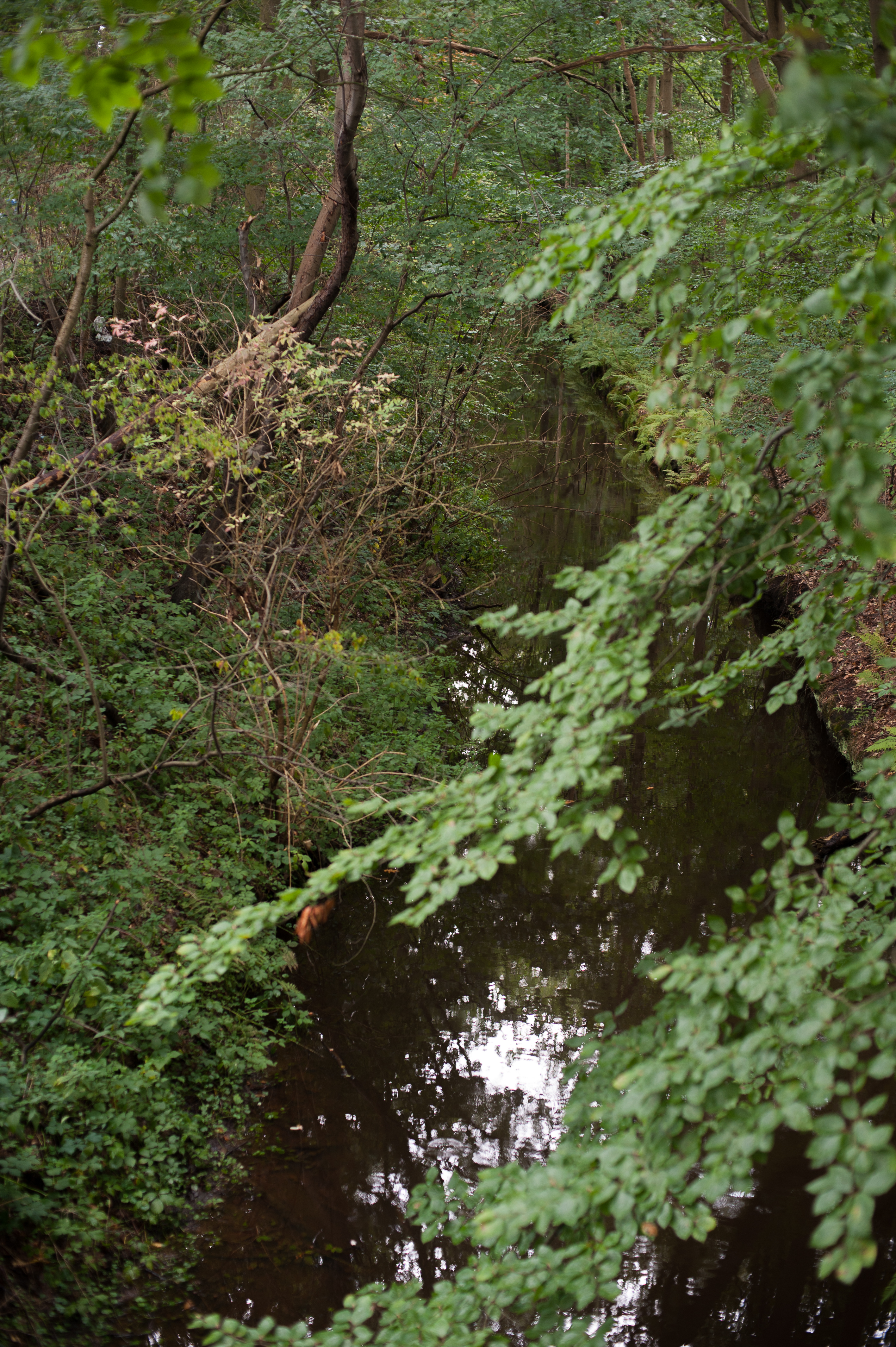
De Zoom
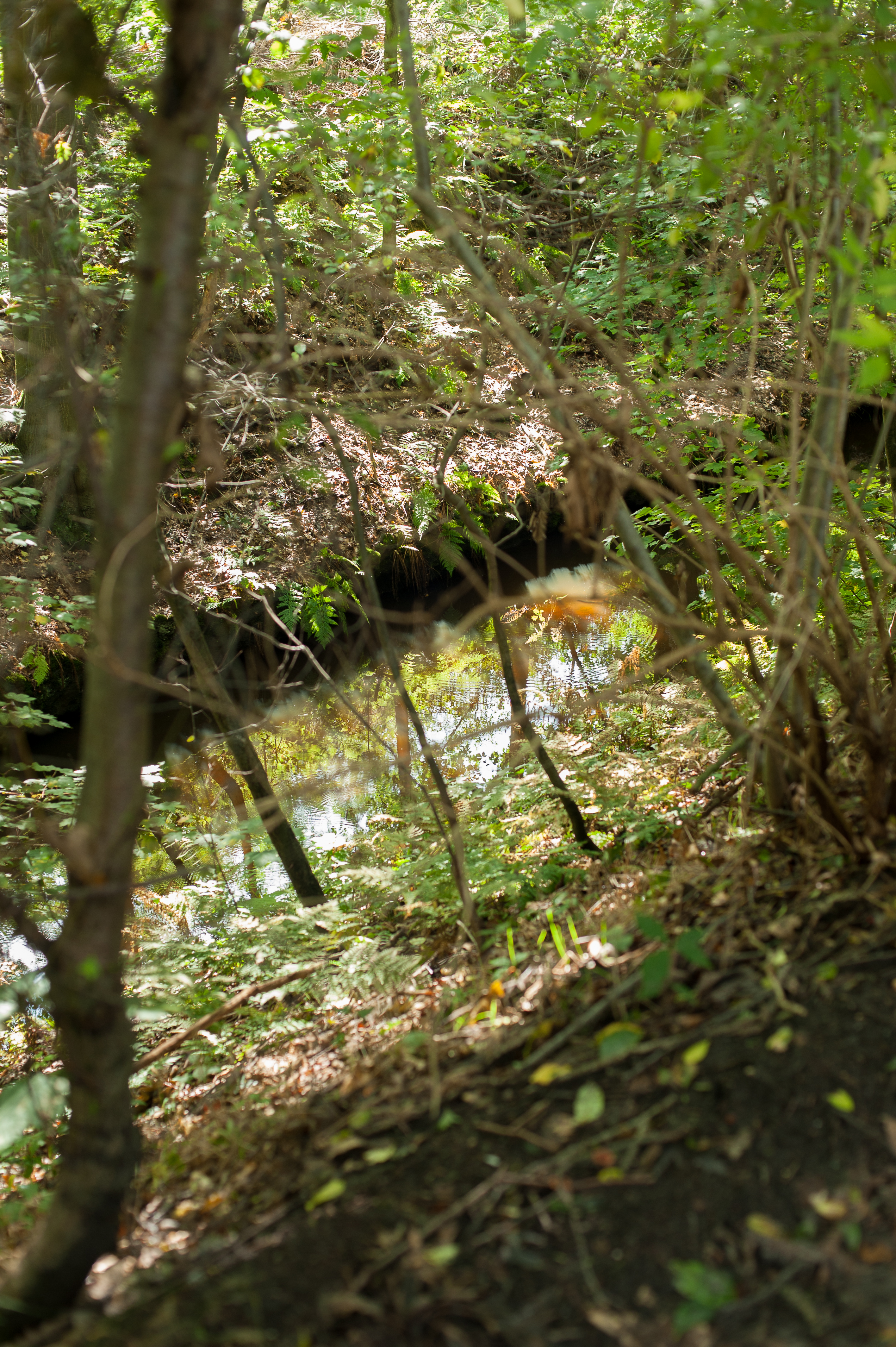
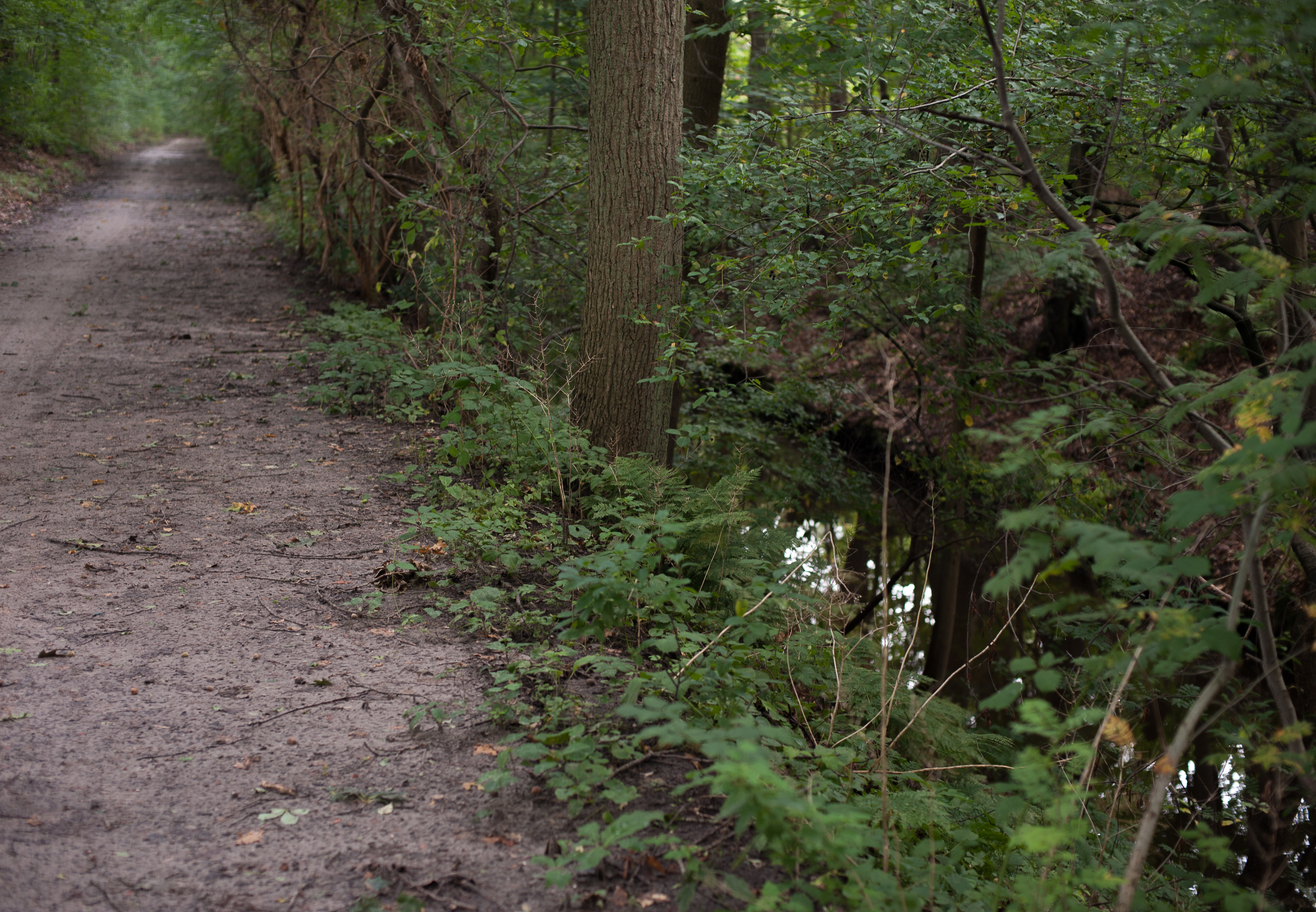
Restant jaagpad
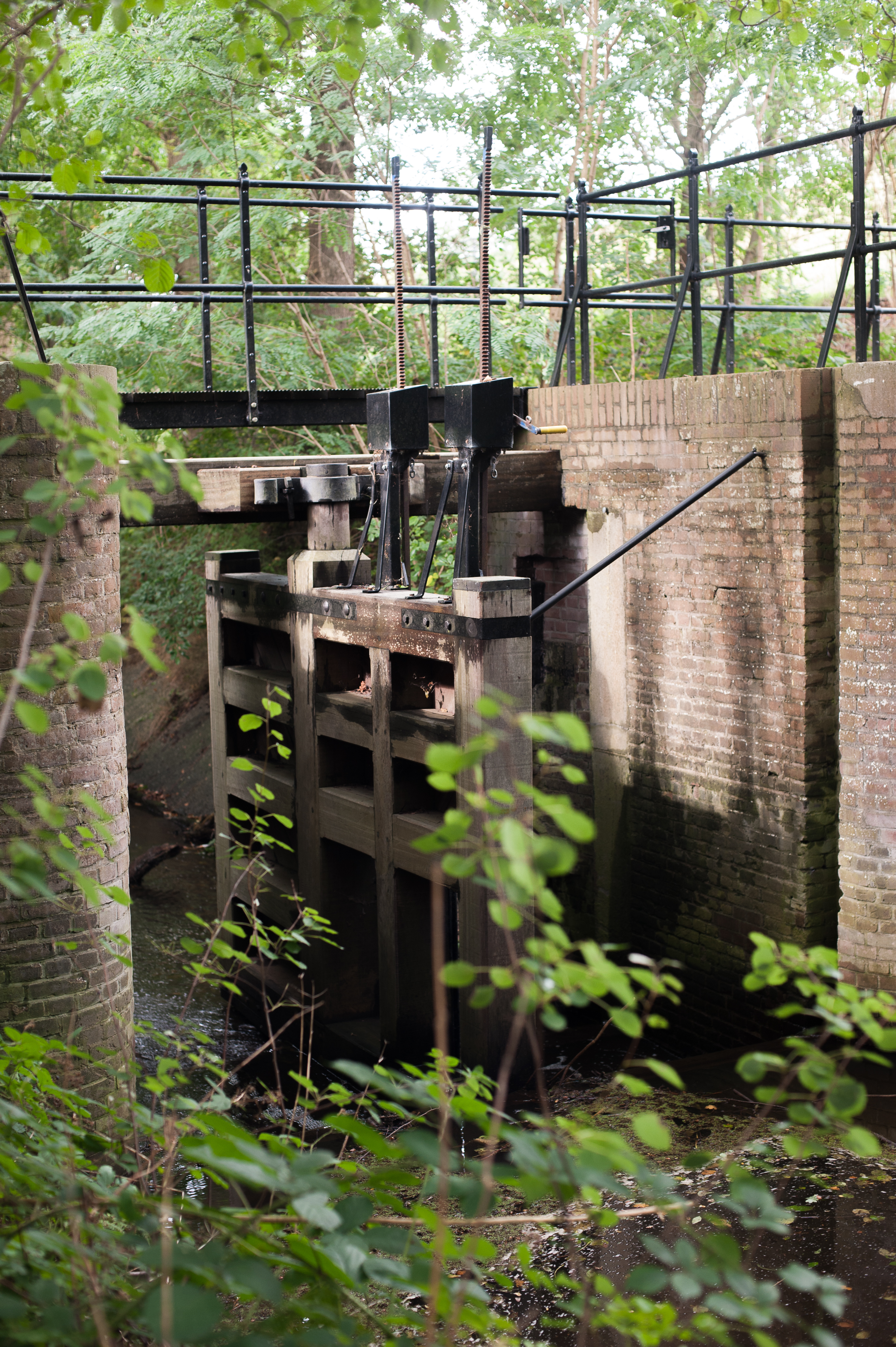
Stuw uit 1885
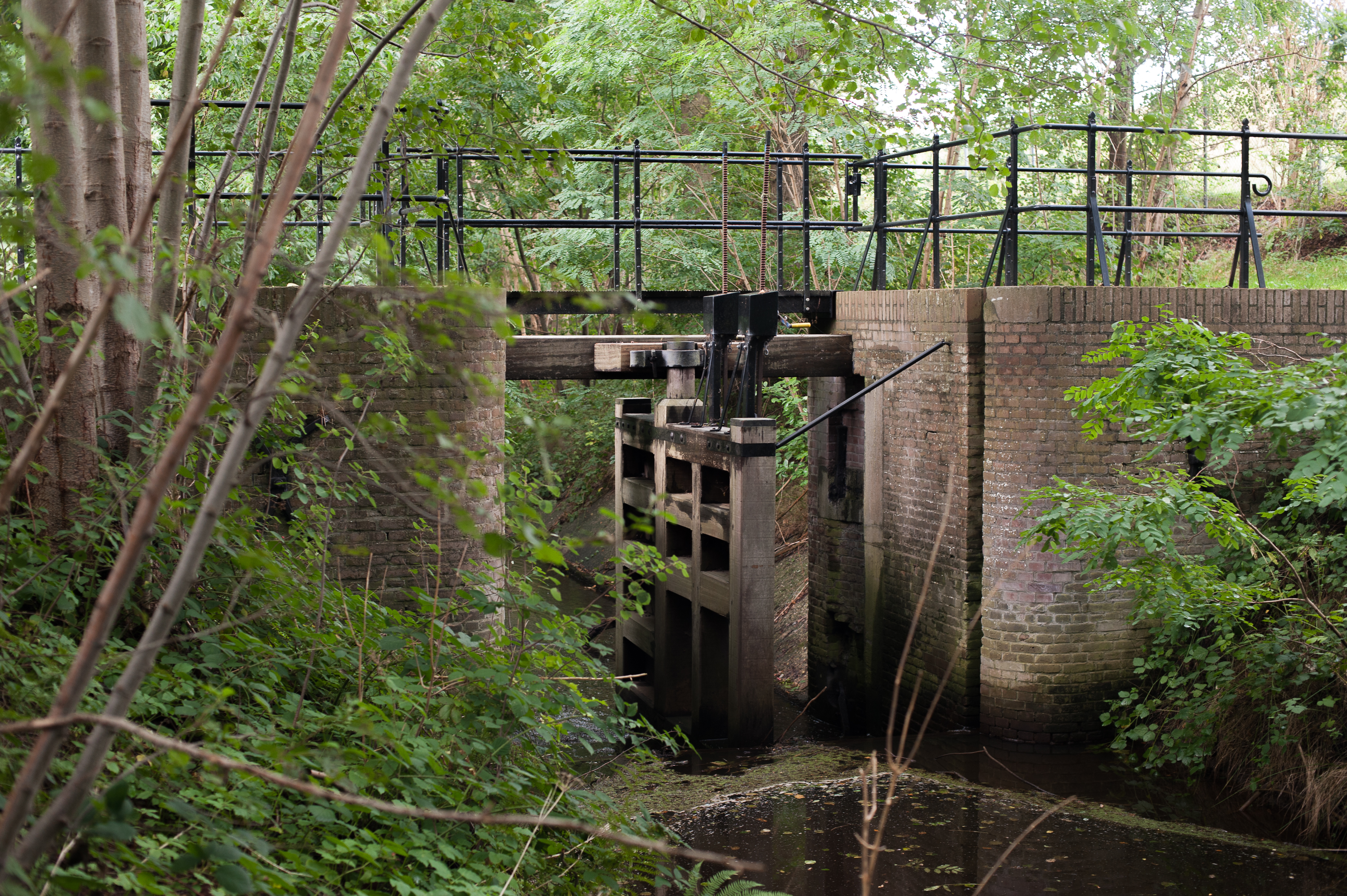
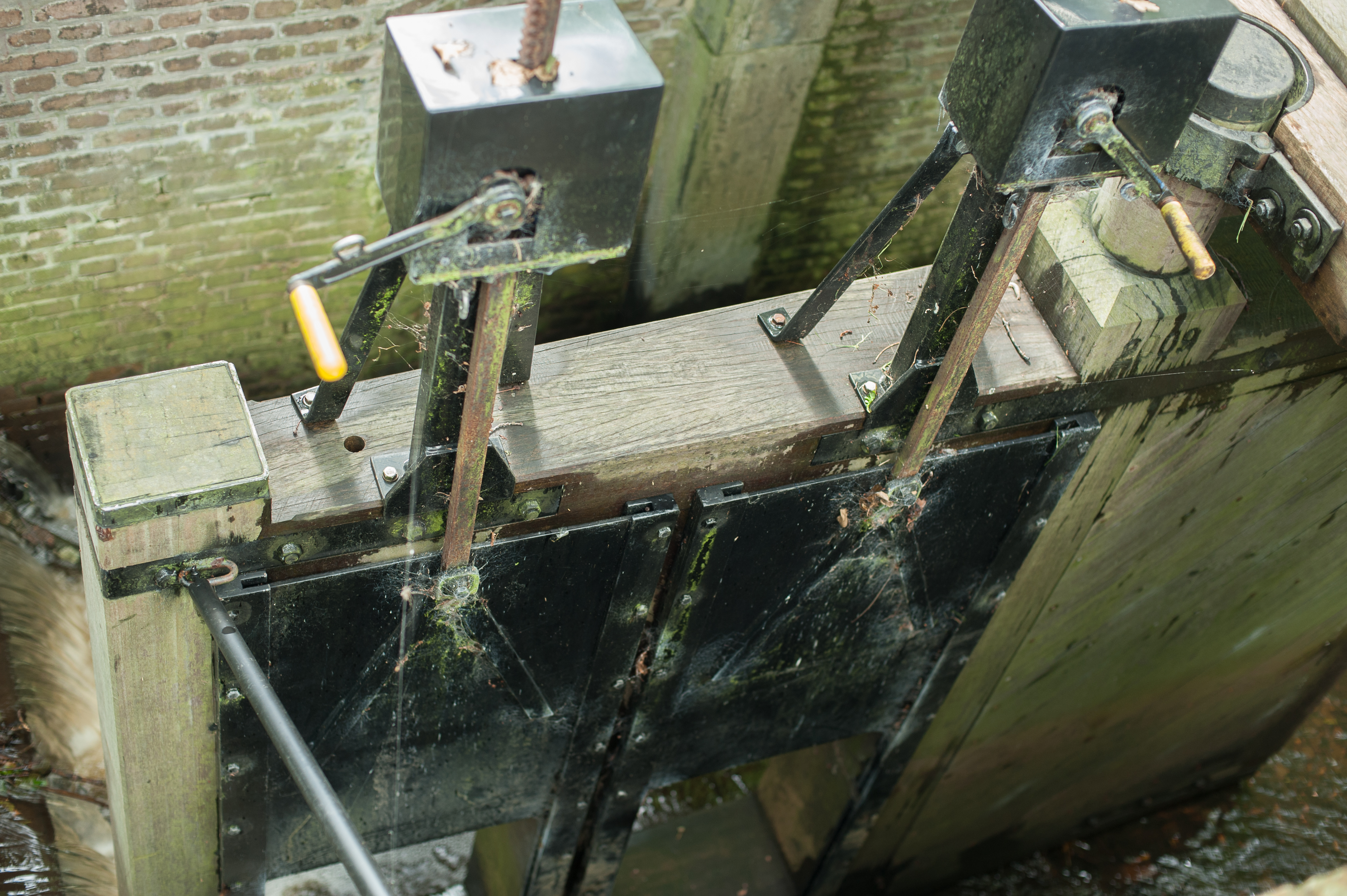
Gerestaureerde Stuwdeur
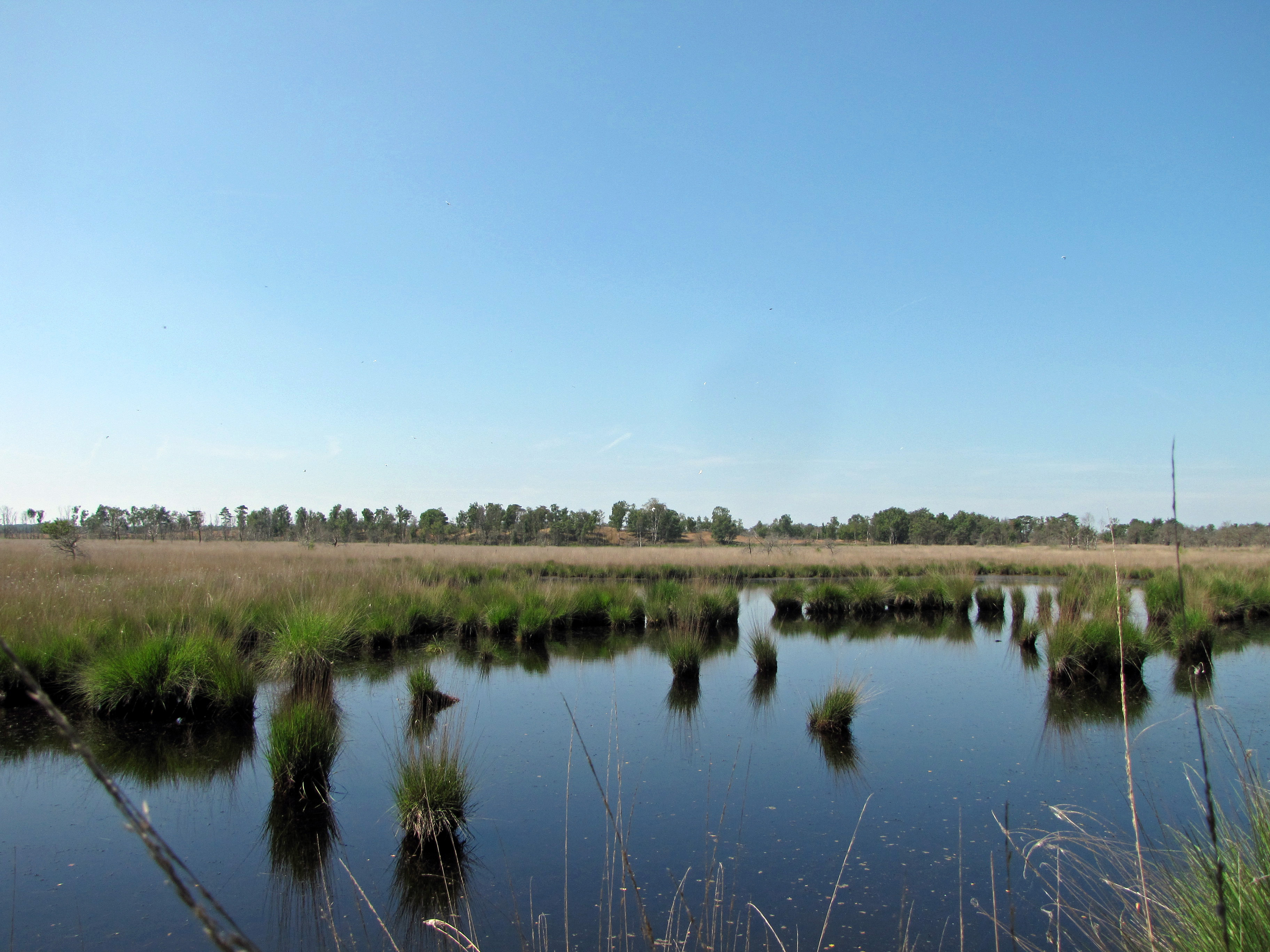
Bron op de Kalmthoutse Heide